# Isla Hog
La isla Hog (en inglés: Hog Island), es las más grande de las centenares de islas que se encuentran en el río Esequibo y dentro de la Guayana Esequiba bajo soberanía de Guyana, pero reclamada por Venezuela, está a 5 km de la boca del río, en su estuario situada en la Latitud 6°49 al ″ N, Longitud: 58°31 ″ W. del ′ 27 del ′ 54, con un área total de 57 km² esta isla es más grande que muchas islas del Caribe, se estima que posee 529 habitantes que trabajan en su mayor parte en la agricultura, especialmente en el cultivo de arroz.
- Datos: Q2879349